# Falacia de reificación
Se llama falacia de reificación a la tendencia a convertir entidades abstractas de difícil cuantificación y de determinación de sus cualidades en entidades lógicas ajustadas a un determinado esquema conceptual, por ejemplo "la inteligencia" , "el universo" o "mente". Esta cosificación se ha dado en muchos ámbitos de la ciencia, filosofía, y religion.
Por ejemplo, el enunciado "Mi fe es firme como una roca" no supone que se la trate como tal. Sin embargo, expresa reificación si se la considera algo distinto del mundo mental. La fe, distinta de la creencia, es más cosa que esta última.

## Etimología
La palabra reificación procede del latín res (cosa) y facere (hacer), reificación puede ser traducido literalmente como "hacer-cosa"; convertir una idea abstracta en una cosa concreta.

## Teoría
La reificacion tiene lugar cuando los procesos naturales o sociales se malinterpretan o se simplifican; por ejemplo, cuando las creaciones humanas se describen como «hechos de la naturaleza, resultados de leyes cósmicas o manifestaciones de la voluntad divina». 

## Falacia de la concreción  indebida
Según Alfred North Whitehead, uno comete la falacia de la concreción indebida cuando confunde una creencia, opinión o concepto abstracto sobre cómo son las cosas con una realidad física o "concreta": "Hay un error; pero es simplemente el error accidental de confundir lo abstracto con lo concreto. Es un ejemplo de lo que podría llamarse la “Falacia de la Concreción Indebida”". Whitehead propuso esta falacia en una discusión sobre la relación entre la ubicación espacial y temporal de los objetos. Rechaza la noción de que a un objeto físico concreto en el universo pueda atribuírsele una extensión espacial o temporal simple, es decir, sin referencia a sus relaciones con otras extensiones espaciales o temporales.

[...] aparte de cualquier referencia esencial de las relaciones de [una] porción de materia con otras regiones del espacio [...] no hay ningún elemento que posea este carácter de ubicación simple. [... En cambio,] sostengo que, mediante un proceso de abstracción constructiva, podemos llegar a abstracciones que son las porciones de materia simplemente ubicadas, y a otras abstracciones que son las mentes incluidas en el esquema científico. Por consiguiente, el verdadero error es un ejemplo de lo que he denominado: la Falacia de la Concreción Indebida. 